# Comuna Novomîkolaiivka, Tokmak
Novomîkolaiivka (în ucraineană Новомиколаївка) este o comună în raionul Tokmak, regiunea Zaporijjea, Ucraina, formată din satele Kuroșanî, Mostove, Novomîkolaiivka (reședința), Ukraiinka, Vesele și Zaporijjea.

## Demografie
Componența lingvistică a comunei Novomîkolaiivka
     Ucraineană (87,41%)
     Rusă (11,97%)
     Alte limbi (0,58%)
Conform recensământului din 2001, majoritatea populației comunei Novomîkolaiivka era vorbitoare de ucraineană (87,41%), existând în minoritate și vorbitori de rusă (11,97%).